# Otto Gottschalk
Otto Gottschalk (ur. 13 stycznia 1898, zm. ?) – SS-Obersturmführer oraz pierwszy niemiecki komendant Pawiaka.
Podczas I wojny światowej został odznaczony Krzyżem Żelaznym II klasy. Otrzymał numer członkowski SS 18 682 oraz numer NSDAP – 582 018. Awans na SS Obersturmführera otrzymał w dniu 12.09.1937 r. W listopadzie 1940 roku objął funkcję pierwszego niemieckiego komendanta więzienia na ul. Pawiej.